# Metal extrem
Metal extrem sau Extreme metal este un gen al muzicii metal. Un termen folosit pentru a îngloba un număr de subgenuri ale metalului, dezvoltate după 1980, genuri dure, abrazive, de stil underground, non-commercial, ca thrash metal, black metal, death metal, și doom metal. Metalul extrem cel mai dur gen de heavy metal, și este caracterizat prin ritmuri rapide, voce de tip "growl", baterie cu pedală dublă, chitare acordate într-un registru gros, bass rapid.

## Istoric
Mai jos e explicat sumar cum a evoluat genul extreme metal de-a lungul timpului:
- heavy metal tradițional (sf. 1960′ / înc. 1970′)
  - Doom metal (înc. 1980′)[2]
  - New Wave of British Heavy Metal (sf. 1970′)
    - Speed metal (sf. 1970′, înc. 1980′)
      - Thrash metal (înc. 1980′)
        - Black metal (sf. 1980′)
        - Death metal (sf. 1980′)

## Genrurile de metal extrem

### Genuri primare
- Black metal
- Death metal
- Thrash metal
- Doom metal

### Subgenuri primare
- Subgenuri de black metal
  - Symphonic black metal
  - Viking metal
  - Pagan metal
  - War metal[3]
- Subgenuri de death metal
  - Melodic death metal
  - Technical death metal
- Subgenuri de doom metal
  - Traditional doom[4]
  - Drone metal[5]
  - Funeral doom[5]
  - Stoner metal
  - Epic doom

### Genuri de fuziune

#### Fuziuni între stiluri de extreme metal
- Black/doom[6][7]
- Blackened death metal
- Death/doom
- Downtempo deathcore

#### Fuziuni între alte stiluri de metal
- Melodic death metal[8]

#### Fuziuni cu stilurile punk și hardcore
- Crossover thrash
- Crust punk
- Grindcore
  - Deathgrind
  - Goregrind
  - Pornogrind[9][10]
- Metalcore
  - Deathcore
  - Mathcore
  - Melodic metalcore[11]
- Sludge metal[12]

#### Fuziune cu southern rock
- Sludge metal[5] (uneori)

#### Fuziune cu hard rock
- Death 'n' roll[13]
- Black 'n' Roll

#### Fuziune cu multiple stiluri muzicale
- Experimental metal

## Derivatele genului extreme metal

### Derivate a genurilor primare
- Derivate de Speed metal
  - Thrash metal
- Derivate de Thrash metal
  - Black metal
  - Death metal
  - Groove metal

### Derivate a genurilor de fuziune
- Derivate de death/doom
  - Funeral doom
  - Gothic metal
    - Symphonic gothic metal